# インディペンデンス郡 (アーカンソー州)
インディペンデンス郡（Independence County）は、アメリカ合衆国アーカンソー州の郡である。人口は3万7938人（2020年）。郡庁所在地はBatesvilleである。インディペンデンス郡は1820年10月20日に設立され名誉あるアメリカ独立宣言の名を取って命名された。

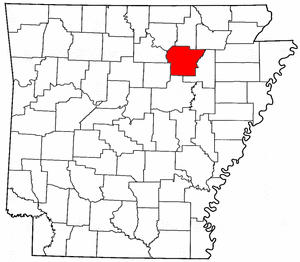
アーカンソー州内の位置

## 地理
アメリカ合衆国統計局によると、この郡は総面積1,998 km2 (772 mi2) である。このうち1,978 km2 (764 mi2) が陸地で20 km2 (8 mi2) が水地域である。総面積の1.01%が水地域となっている。

### 隣接する郡
- シャープ郡  (北)
- ローレンス郡  (北東)
- ジャクソン郡  (東)
- ホワイト郡  (南)
- クリバーン郡  (南西)
- ストーン郡  (西)
- イザード郡  (北西)

## 人口動勢
2000年の国勢調査で、この郡は人口34,233人、13,467世帯、及び9,669家族が暮らしている。人口密度は17/km2 (45/mi2) である。8/km2 (19/mi2) の平均的な密度に14,841軒の住居が建っている。この郡の人種的構成は白人94.91%、アフリカン・アメリカン2.04%、先住民0.45%、アジア0.65%、太平洋諸島系0.03%、その他の人種0.64%、及び混血1.28%である。人口の1.53%がヒスパニックまたはラテン系である。
この郡内の住民は24.50%が18歳未満の未成年、18歳以上24歳以下が9.20%、25歳以上44歳以下が27.70%、45歳以上64歳以下が24.10%、及び65歳以上が14.50%にわたっている。中央値年齢は38歳である。女性100人ごとに対して男性は96.30人である。18歳以上の女性100人ごとに対して男性は92.60人である。
この郡の世帯ごとの平均的な収入は31,920米ドルであり、家族ごとの平均的な収入は38,444米ドルである。男性は27,284米ドルに対して女性は20,086米ドルの平均的な収入がある。この郡の一人当たりの収入 (per capita income) は16,163米ドルである。人口の13.00%及び家族の9.90%は貧困線以下である。全人口のうち18歳未満の16.10%及び65歳以上の14.40%は貧困線以下の生活を送っている。

## 都市及び町
| - Batesville - カーブシティ - Cushman | - Magness - ムーアフィールド - ニューアーク | - オイルスローフ - Pleasant Plains - Sulphur Rock |